# Johann Gottlieb Lehmann
Johann Gottlieb Lehmann (ur. 29 lipca 1781 w Quartschen (ob. Chwarszczany), zm. 3 października 1853 w Diedersdorf) – niemiecki prawnik, polityk, samorządowiec, czterokrotny nadburmistrz Frankfurtu nad Odrą (1816-1837).

## Życiorys

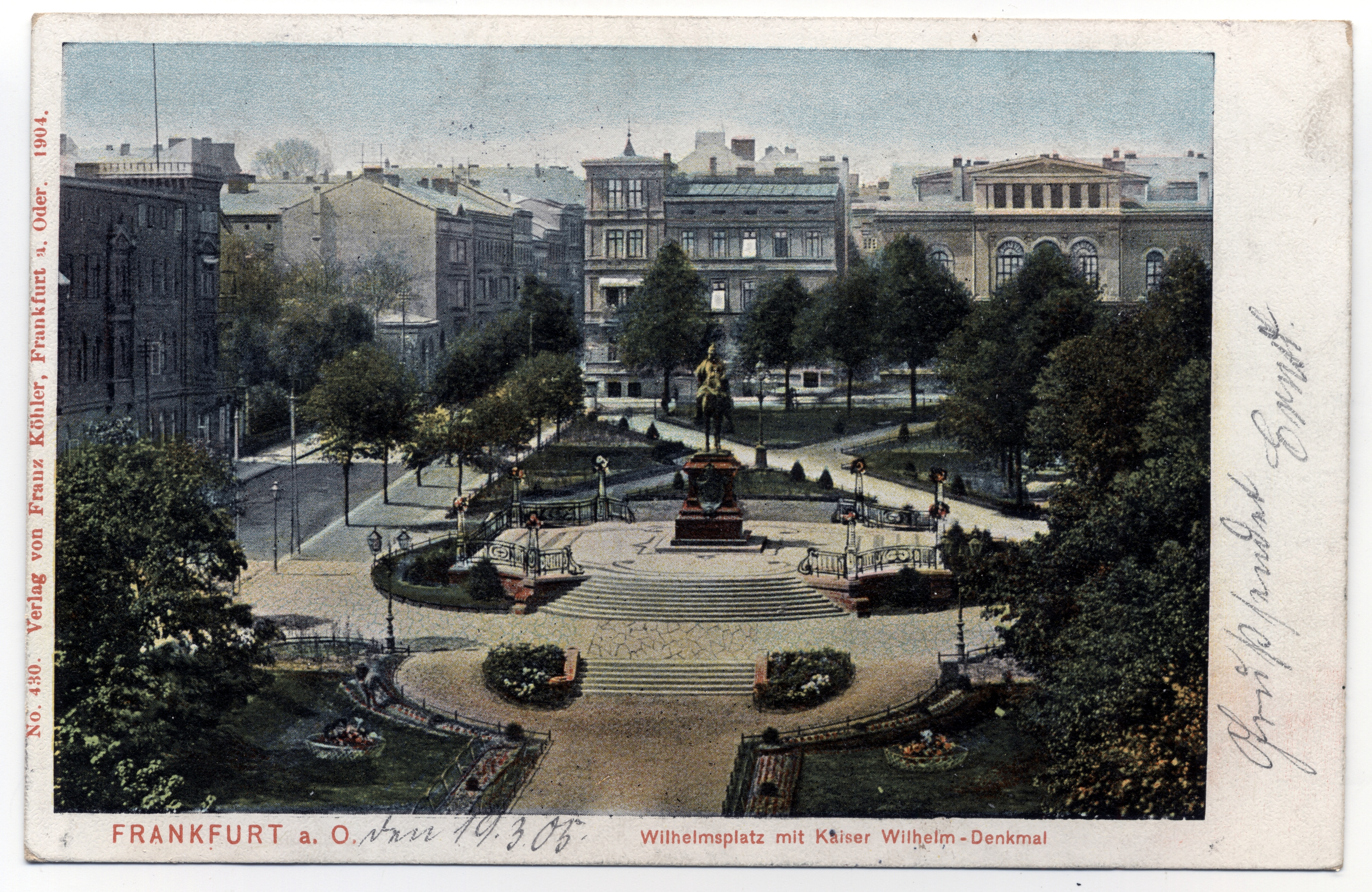
Wilhelmsplatz we Frankfurcie nad Odrą (1904).

Doktor nauk prawnych. Na stanowisko nadburmistrza wybierany kolejno w 1816, 22 października 1818, 21 grudnia 1826 i 16 stycznia 1834.
W 1822 przy magistracie powstała kasa oszczędnościowa (Sparkasse).
W 1833 zarządził budowę parku (ob. Lenné-Park) na miejscu miejskich umocnień i starego cmentarza.
Zniósł średniowieczne umocnienia miejskie przy 2 bramach miejskich (Gubener Stadttor, Lebuser Stadttor), otworzył miasto od strony zachodniej organizując w 1834 Nowy Rynek - Neuer Markt (późniejszy Wilhelmsplatz).
Podczas jego trzeciej kadencji Frankfurt nad Odrą stał się samodzielnym powiatem grodzkim (selbstständiger Stadtkreis) i podlegał bezpośrednio pruskiemu rządowi. Dzięki temu miejscowość sporo zyskała na znaczeniu w swoim regionie.
24 lipca 1837 Lehmann nagle złożył swój urząd. Jego rezygnacja miała przypuszczalnie związek ze śmiercią jego najstarszego syna. Zmarł 3 października 1853 w majątku w Diedersdorf, w którym spędził ostatnie lata życia.